# Aderus hoanus
Aderus hoanus é uma espécie de inseto besouro da família Aderidae. Foi descrita cientificamente por Maurice Pic em 1938.

## Distribuição geográfica
Habita no Vietname.